# 콜린 클라크
콜린 매카서 클라크(영어: Colin McArthur Clark, 1932년 10월 9일 ~ 2002년 12월 17일)는 잉글랜드의 작가 겸 영화감독이다.